# Bayāna
Bayāna är en ort i Indien.   Den ligger i distriktet Bharatpur och delstaten Rajasthan, i den centrala delen av landet, 190 km söder om huvudstaden New Delhi. Bayāna ligger 210 meter över havet och antalet invånare är 36 399.
Terrängen runt Bayāna är huvudsakligen platt, men västerut är den kuperad. Runt Bayāna är det tätbefolkat, med 343 invånare per kvadratkilometer. Bayāna är det största samhället i trakten. Trakten runt Bayāna består till största delen av jordbruksmark.